# Le Masnau-Massuguiès
Le Masnau-Massuguiès é uma comuna francesa na região administrativa da Occitânia, no departamento de Tarn. Estende-se por uma área de 47.63 km², e possui 267 habitantes, segundo o censo de 2018, com uma densidade de 5.6 hab/km².